# Towazugatari
Le Towazugatari (とはずがたり) est un journal intime (nikki), forme très en vogue à l'époque Heian, de la dame de cour japonaise Nijō. Ce témoin historique de la vie de la cour à l'époque, rédigé à la fin du XIIIe siècle, fait partie des œuvres majeures de la littérature japonaise.

## Publication française
Splendeurs et misères d'une favorite, Éditions Philippe Picquier, Collection Le Pavillon des corps curieux, 713 p. (2004)  (ISBN 2-87730-719-0).